# Révolte kanak de 1917
La révolte kanak de 1917 est un soulèvement de tribus kanaks contre l'administration coloniale française de la Nouvelle-Calédonie dans le contexte de la Première Guerre mondiale.
D'une part, la Grande guerre en France entraîne une pression supplémentaire pour l'approvisionnement en denrées et en mobilisation de soldats dans les colonies. Certains colons français sont contraints d'étendre leurs élevages sur des territoires habités par des Kanaks pour répondre à la demande de l'administration coloniale. D'autre part, bien que le code de l’indigénat soustraie les Kanaks à la conscription dans les armées françaises, l'administration coloniale demande l'« engagement volontaire » de tribus kanaks en leur faisant faussement miroiter des droits et des gains territoriaux.  
Les autorités françaises organisent un pilou à Tiamou en avril 1917 pour désamorcer les tensions grandissantes entre les tribus animistes d’Atéou et de Tiamou et les catholiques de Koniambo. Le chef de Tiamou, Noël Néa Ma Pwatiba, se ravise le jour de la cérémonie et brûle sa case en signe de révolte contre l'autorité française. Après l'arrestation de membres de sa tribu, Noël de Tiamou se réfugie dans la brousse et entame avec d'autres membres de tribus animistes, dont Cavéat, chef de Ouen-Kout, une forme de guérilla contre l'administration française qui les traque dans les montagnes jusqu'en mai 1918. Les autorités françaises offrent une récompense pour la capture de Noël de Tiamou qui est finalement décapité le 18 janvier 1918. La révolte est suivie par un procès à Nouméa en 1919 ; 78 hommes sont jugés, 61 condamnés et 2 guillotinés en 1920.

## Contexte général de colonisation

### Politique decolonisation
La colonisation civile libre, puis organisée, ou du moins encadrée, se développe pour la culture de la canne à sucre, du café, du coton, ou l’élevage, futurs Caldoche(s), et s'accompagne de personnels administratifs à résidence temporaire (Zoreilles).
La colonisation pénale, (au bagne de Nouvelle-Calédonie) (1864-1924), importe une population nouvelle, destinée ou non à demeurer sur le territoire, à la fin de sa peine. Elle se double de la déportation de communards, et d'opposants des autres colonies, dont l'exil d’Algériens kabyles rebelles.
Assez rapidement, est décrétée l'amnistie de communards, et l'installation de certains, dont Claude Petitjean (De la Commune de Paris à l’œuvre de colonisation par Luc Legeard).
Enfin, pour le travail minier (dont le nickel), mais aussi pour les plantations et l'élevage, on fait appel à une main d'œuvre, sous contrat, d'origine asiatique (Tonkin, Java, Inde, Chine, Japon), et océanienne (Nouvelles-Hébrides/Vanuatu).

### Côté non mélanésien
Les colons s'installent sur des terres réputées disponibles, selon l'administration, et, de fait appartenant ou ayant appartenu aux populations autochtones, et mises à disposition par l’administration, sous forme de concessions.
La politique foncière est ainsi faite de confiscations, d'expropriations, d'accaparements, de spoliations, entraînant la constitution de petites, grandes (et très grandes) exploitations agricoles « européennes ». Diverses tentatives de culture ne réussissent pas : canne à sucre, café, coton…
Pour nourrir la colonie, se met en place un élevage bovin extensif, (le pic des 150 000 têtes est atteint en 1917). La divagation, intentionnelle ou non, de bétail, dû au refus de clôture des élevages provoque la destruction de tarodières, champs d'ignames et autres cultures vivrières kanaks.
L'incendie éventuel, accidentel, d'installations kanak prépare le terrain à des extensions, d'autant que n'est guère octroyé un droit de passage des mélanésiens sur les anciennes terres.

### Côté mélanésien, autochtone, kanak
Au fur et à mesure du front de la colonisation, les populations autochtones sont déplacées (par installations, familles, clans, villages, vallées), avec relégation sur des terrains de moindre qualité : montagne à chèvre, roche nue, marécage, terre inondable, colline infertile, surface trop minéralisée. Puis, ce sont les assignations à résidence, cantonnements, « réserves »…
Le déracinement et la déstabilisation de l'économie vivrière mélanésienne entraînent une sous-alimentation, accentuée par l'alcoolisation et le tabagisme.
Les réserves ont eu pour conséquence la ségrégation spatiale et sociale ;  « Les réserves ont été un frein à l'intégration des mélanésiens autochtones et à leur adaptation au monde moderne ». « Délimitées sur la Grande Terre sans tenir compte des territoires réels de chaque clan, regroupant par le cantonnement des clans différents parfois ennemis, isolant les groupes, établies dans l'ignorance de la nature réelle de l'organisation coutumière, elles ont modifié les hiérarchies et les relations traditionnelles. Insuffisantes en sols et en espace, elles ont gêné l'extension des cultures commercialisables. » 
Les structures sociales kanak sont disloquées : perte de terres coutumières, perte de grottes où reposent les restes des ancêtres, déracinement, perte d’identité, asthénie durable, dénatalité, abandon de pans entiers de la coutume.
Le premier recensement officiel donne 42 519 kanak en 1887, 35 000 en 1891, 30 304 en 1897, 27 768 en 1901, ce qui constitue une véritable saignée : 5 % de la population mélanésienne.
La population baisse, se maintenant à environ 28 000 personnes (dont 17 000 sur la Grande Terre) entre 1900 et 1920.
Aux maladies courantes (echtyma, impétigo, herpès, eczéma, éléphantiasis, hydropisies, conjonctivite blépharite, infections pulmonaires…) s'ajoutent les maladies importées : lèpre (1866, dès 1862 aux Loyauté, via des Samoans), dengue (1883, 1908), variole (1893), blennoragie, pian, syphilis (importée ou non).
La christianisation, double, se poursuit, attisant des dissensions religieuses entre tribus catholiques et tribus protestantes, et tribus réticentes ou soucieuses de préserver leurs cultures animistes. L'appropriation du christianisme par les Mélanésiens, acculturation, ou inculturation, ou adaptation partielle, des populations christianisées se fait avec la perte de certaines caractéristiques du mode de vie traditionnel kanak : imposition de la robe mission et du manou (hors Nouméa), destruction des huttes rondes (traditionnelles, adaptées, aérables, hygiéniques), imposition de constructions rectangulaires (inadaptées, inadaptables). 
On vise à éradiquer les coutumes traditionnelles : destruction des pierres sacrées panyao, d'abondance ou de guerre, chargées par le rite de capture de l'esprit du mort (ko devenant rhee) (Maurice Leenhardt, 1935, 220).
La défaite kanak, à la suite de la grande révolte kanak de 1878, la conquête armée qui a suivi, les actions punitives, les réserves, tout conduit à une asthénie générale, marquée par une dépopulation (de 50 000 à 70 000 en 1850 à 28 000 en 1900-1920 ).
Les Mélanésiens peuvent bénéficier du salariat auprès des colons (et des administrations) : ramassage du café, soin au bétail, domesticité, construction (routes, ports)… Mais, assez vite, ils sont concurrencés par la main d'œuvre immigrée, contractuelle en principe, plus malléable, mais tout aussi soumise aux abus de colons et de gérants des mines (trucage de comptes, de pesages…). Les Kanak sont à la fois protégés[réf. nécessaire] (au sens où ils sont mis en réserves) et exposés aux abus ou maladresses des syndics du service des Affaires indigènes (SAI), qui sont souvent des gendarmes (24).
L'absence d'état-civil pour les seuls Kanak (dénomination, recensement, naissances-mariages-décès, filiation, adoption…) n'empêche pas la mise en place d'un impôt de capitation. La politique indigène se résume, pour l'ensemble des colonies françaises dans le monde, au statut ou régime de l’indigénat (1887-1946) : les Kanaks sont « sujets français » , et non pas « citoyens français ».
L'administration se défie globalement des chefferies traditionnelles (bouleversées) et met en place ses propres structures. Les pressions exercées sur les grands chefs, les petits chefs, exigences administratives, sur les chefferies administratives et les chefferies de clans, jouent du feuilletage des pouvoirs, et sont ressenties comme autant d'humiliations, potentielles ou réelles. On peut parler d'une sorte de nationalisme kanak latent (rapport 727 du 7 décembre 1917, gouverneur Repiquet).
Le village kanak de l'Exposition universelle de Paris de 1889,,,, illustre bien l'image qu'on peut ou veut donner des populations autochtones.
Le tout se fait sur fond de rivalités ou de guerres coutumières, ou de chefferies, mais aussi de solidarités claniques ou tribales. Les guerres tribales (ou conflits tribaux) diminuent. Pourtant on note :
- la guerre de Hienghène (1897), opposant le grand chef de Tendo, Goa (mort en 1919), et le grand chef Bouarate (mort en 1915, frère de Doui Philippe Bouarate suicidé en 1919, tous deux détenus ensuite à Tahiti),
- la guerre de Poyes (Pwéï, 1901)[8], entre le grand chef Amane et le grand chef du district de Touho, Hippolyte, et le grand chef de Tipindjé, Kavéat, (Paix de Pamalé avec le chef Dui Amaan Bouillant Bulièg).

Toutes proportions gardées, il est légitime de penser au traitement américain, contemporain, des Nord-Amérindiens, ou au traitement (antérieur) des aborigènes d'Australie et des Maoris de Nouvelle-Zélande.

## Contexte particulier dePremière Guerre mondiale(1914-1918)
Les ferveurs patriotiques européennes diffusent rapidement dans les divers empires coloniaux : colonies dans la Première Guerre mondiale.
Pour l’Océanie, sont concernés aussi bien l’empire colonial français, l’empire britannique, l’empire colonial néerlandais, que l’empire colonial allemand, dont les possessions sont rapidement occupées par les troupes alliées.
En Nouvelle-Calédonie, du fait du régime de l’indigénat, le recrutement des Kanaks comme soldats, tirailleurs ou supplétifs n’est pas possible. Mais leur engagement volontaire l’est. L’argumentaire de l’administration coloniale peut se résumer ainsi : La France a déjà beaucoup de bons guerriers, et n’a donc pas vraiment besoin des redoutables guerriers kanaks. Mais les grands guerriers kanaks sont invités à participer à la victoire finale, d’autant que, outre le lot commun (pécule, logement, uniforme, armement, nourriture, soins médicaux, hospitalisation, transport, rapatriement), des avantages sont promis : médaille(s), suppression de l'impôt de capitation, emploi réservé, citoyenneté, lot de terres en toute propriété ... Et des menaces sont également proférées pour les tribus qui n'enverraient pas de volontaires. Les volontaires sont en fait, globalement, des requis.
La mobilisation a ainsi concerné 1 025 Blancs ou Européens (sur 11 403 mobilisables, soit 8,48 %) et 1 078 indigènes (sur 27 580 non mobilisables, soit 5,39 %). Après défections, désertions, prises de clandestinité, actes divers de résistance, dans les deux groupes, 2 025 soldats partent rejoindre les 177 néo-calédoniens déjà mobilisés en métropole : 1 047 européens et 979 kanaks. Les Kanaks combattent principalement dans le Bataillon mixte du Pacifique, d’où leur surnom de Niaoulis. Pour mémoire, 575 néo-calédoniens sont déclarés morts pour la France : 382 Kanaks et 193 citoyens français,.
Le départ à la guerre d’environ 2 000 hommes perturbe la tenue des exploitations et la vie des villages. Le ravitaillement par la métropole est moins bien assuré. Les conditions de vie des de toutes les communautés se dégradent.
En 1916, puis en 1917, deux cyclones très violents causent de sérieux dommages.

## Les faits
Les archives militaires sont correctement documentées en rapports de tous ordres, mais les documents non militaires sont également pertinents : mémoires écrits de religieux et de colons, mémoire orale kanak…,.
Les méfiances inter-communautaires se doublent de défiances intracommunautaires, des deux côtés. Il existe à l’époque des tribus (réputées) pro-françaises, ou du moins qui ne sont pas en posture systématique d’opposition, de défi ou de provocation, et des tribus à réputation d’insoumission stricte. Les jeunes hommes ne sont pas forcément en accord avec les Vieux des chefferies (administratives ou claniques).  Les campagnes de recrutement, menées par l’administration française, rencontrent des difficultés, particulièrement en 1917, en partie parce qu'on apprend le décès à la guerre d'un certain nombre de volontaires du premier contingent.
Des réunions tribales, généralement intertribales, ont lieu, en présence ou non de l’administration française. Ces ‘’pilous de guerre’’ sont des rencontres formelles, cérémonielles, ici de discussion sur (les conditions de) la participation (ou non) à la guerre européenne. Ces ‘’pilou-pilou’’ s’achèvent généralement par une danse, dite pilou, qu’on peut comparer au haka maori ou au pow-wow amérindien.
Divers pilous de guerre ont eu lieu à Néami (1914) près de Pamale, Tiedanit, Tiamou… avec, entre autres, les chefs Néa, de Ouanash (Touho), Poindet Apengou, de Nétchaot (Pouembout), Maurice Paetou, et Noël, de Tiamou (ou Camou ou Cémû, près de Koné). Le pilou manqué de réconciliation de Tiamou (Cémû, Réserve de Koniambo-Grombaou), le 28 avril, en présence d'Alfred Fourcade, chef du service des Affaires Indigènes, a des conséquences désastreuses, dramatiques : les hostilités sont désormais manifestes.
La situation se précise début 1917, sans doute après le cyclone de février 1917 dans le nord de la Grande-Terre, quand les tribus (ou villages, ou chefferies), pro-françaises, ou loyalistes, de Koniambo sont attaquées le 17 février 1917 par (une partie rebelle de) la tribu de Tiamou, menée par son chef Noël, à la suite d'injures et de menaces échangées à l'occasion de la seconde campagne de recrutement.
Des rumeurs circulent, des provocations se produisent, les tensions s’exacerbent. Des manipulations des mécontentements de certaines tribus kanak par des non kanak sont à peu près établies (Jean Guiart, 2013:145). Maurice Leenhardt et Paul D. Montague auraient participé à une forme d'envoûtement du Kaiser, à Houaïlou (d'après Alain Bensa, dans l'ouvrage collectif de Patrick Boucheron). 
Les opposants à la conquête armée et à l'administration française attaquent (arc, casse-tête, hache, lance/sagaie, fronde, fusil (Chassepot, Lebel, Remington), Winchester...) un certain nombre de stations (habitations, exploitations, ranchs, fermes) : brutalités, exactions, destructions de biens, spoliations, incendies, crimes, massacres… C'est la guerre à Konè, Tipindjé et Hienghène. 
La répression suit : harcèlements, mitraillages, incendies de villages sympathisants des participants à la révolte, destruction de cultures, crimes, massacres...

## Le procès
La cour d'assises de Nouméa, du 7 juillet au 19 septembre 1919, traite du dossier, et plus précisément de : affaire Vouta (18-20 mai) ; affaire Bous (22 mai) ; attaque du campement minier de Kopeto (23 mai) ; affaire Barada (à Apia, le 31 mai) ; affaire de la station Gros (à Né-hou-iou, 9 juin) ; affaire Lecomte à la station Boutana (juin) ; affaire Grassin et Papin (16 juin, Oué-Hava) ; affaire Laborderie (8 juillet), affaire Ouen-kout (9 juillet) ; affaire de la station Ragot (16 juillet) ; affaire Tiéou ;  attaque du poste militaire de Voh (9 septembre)…
Le nombre des victimes non kanak se monterait à 12 (8 à 16 selon d’autres chiffrages) : 9 Européens, 1 Indonésien, 1 Tahitien, 1 Japonais. Le nombre de victimes kanak n'est pas précisé, approximativement 200 (au maximum 300 si l'on y intègre la soixantaine de prisonniers morts en captivité) . L'une d'entre elles serait une des grands-mères de Jean-Marie Tjibaou, de la tribu des Ouélis. 
Toute personne disparue (en milieu kanak) est réputée avoir été tuée, dépecée et consommée, ou au moins le cœur ôté. Le traitement des participants à la révolte par les forces de l'ordre (métropolitains et tahitiens), et leurs auxiliaires kanak, sous la responsabilité du géomètre Richard Bernier et de Nicolas Ratzel, est souvent violent, selon le témoignage du père Alphonse Rouel (1887-1969) dans sa lettre à Claude Chanrion.
L’ensemble des troubles aurait été le fait d’environ 80 guerriers kanak, selon un premier chiffrage de l’administration, plus sérieusement d'environ 300 guerriers, partiellement soutenus par les populations. 
Les trois principaux témoins, et acteurs, Kaféat (ou Téin ou Thieu ou Céou, ou Kaféat Cidop-waan ma Juat, chef de Wankut, mais aussi condamné pour avoir étranglé l'anglais Harkinson), Noël (Bwëé Noël Pwatiba, de Tiamou, réfugié de la répression militaire de 1878, coupable surtout d'avoir montré ses fessesù à un gouverneur), et son frère Kaieu Poigny, ont été assassinés dès janvier et février 1918.
Au procès, sur 250 personnes incarcérées, 75 prévenus kanak sont jugés : 5 condamnés à mort, 45 aux travaux forcés, 5 à la réclusion criminelle à perpétuité ; 8 sont acquittés... et 12 ne sont pas renseignés. Il ne semble pas être question de co-responsabilités de la part de non kanak.
Lùe grand chef de Hienghène, Doui Philippe Bouarate, (Philippo Bwaarhat/Bwaxat), est accusé par la veuve de Kaféat, femme autorisée,<
car « en relation de libre parler avec le chef », en chefferie, puis au tribunal (Leenhardt, Do Kamo, éd. Tel, p. 238-239). Il est convaincu d’avoir lancé le premier message de guerre (sous la forme d'une monnaie kanak), monnaie noire, reçue par Kaféat Cidopwaan ma Juat. Philippo Bwaxat, quelques jours plus tard, se suicide par pendaison. Néa est acquitté. Le devin Paétou, inspirateur du mouvement, se rend à Leenhardt, qui l'accompagne chez le Gouverneur pour sa reddition. (Source : Jean Guiart 2001:159).
En 1920, l'amnistie profite aux condamnés survivants, sauf aux guerriers condamnés pour meurtre, soit quinze Kanak.

## Les suites

### 1920-1960
Une mission d’inspection, de Louis Bougourd et Paul Pégourier, inspecteurs coloniaux, établit un rapport, formule une analyse des causes, émet des reproches. Le gouvernement français maintient en poste, et titularise, le gouverneur en place, Jules Repiquet, en poste de 1914 à 1923. Une Nouvelle Politique Indigène est à mettre en place par le gouverneur Joseph Guyon (1925-1932).
La conquête armée entraîne le déplacements de populations et des vallées dévastées, des villages détruits, des humains morts, disparus, blessés, traumatisés, l'accélération du prosélytisme religieux, de la christianisation, et de la colonisation, la disparition des aspects publics du culte des ancêtres-dieux (duéé) des clans.
Le désarroi kanak s'accompagne de méfiance entre clans rebelles et clans loyaux, d'échanges de réconciliation, d'un appel kanak au dialogue avec les colonisateurs, et d'une relative intercompréhension, dans le meilleur des cas.
Les promesses sont tenues tardivement pour certains anciens combattants de 1914-1918  : résidence libre (février 1921), exonération de l'impôt de capitation pour 15 ans (mars 1922), possibilité d'obtenir une concession de 5 hectares (décembre 1931, décret de 1938), accession éventuelle à la citoyenneté (octobre 1932). Globalement, les promesses ne sont guère tenues, parfois pas revendiquées, ou pas transmises.
Les Mélanésiens connaissent l'aggravation de l'impôt de capitation (1923, 1932, 1933), l'accroissement des prestations exigées pour participer à "l'effort de colonisation" (réquisition, travail obligatoire pour les services publics)(en 1925, 1929, 1931), trois mois, par an dès 1929, puis l'atténuation des sanctions (en 1928, 1933).
Parmi les aspects positifs, il y a l'obligation faite aux éleveurs de bétail de réaliser et entretenir des clôtures, à leurs frais, à des coûts vite jugés prohibitifs, avec pour conséquence la réduction des élevages européens et les débuts tardifs des élevages kanak.
L'établissement progressif d'un état civil, pour les Kanak, à partir de 1935, permet de constater les métissages, de fait, la meilleure pratique de la langue française, la reprise de la natalité, la baisse de la mortalité.
L'exposition coloniale internationale (1931), et son zoo humain kanak (Kaké Wathio Gravine, Kalé Nigoth), avec guerriers et danseurs, et tournée européenne, véhicule pourtant la même image dévalorisante des populations autochtones.
En 1946, la disparition de l’indigénat fait entrer les kanaks dans la citoyenneté, pressentie par les avantages de l'importante présence américaine (1942-1945). On assiste à plusieurs vagues d'immigration wallisienne et futunienne.
La mémoire orale kanak (cachée) conserve et enrichit le souvenir de cette dernière révolte, en divers ténô ou rhénô, poésies-récits, pouvant atteindre plusieurs centaines de vers :
- Bwëungä Cöpiu Göröpwêjilèi : Nous deux regrettons le pays (1919),
- Dui Bwékua Noris Poomä Nänyââkäräwâ (mort en 1925) : Commence la fraîcheur par ici (1919).

Et commence l'écriture de textes conservant une mémoire du passé, par les kanak lettrés (natas, moniteurs, infirmiers, assistants, intermédiaires, interfaces...).

### 1960-2000
La révolte de 1917 réapparaît tardivement, à partir des années 1970, avec le renouveau du nationalisme kanak, et la revendication des terres ancestrales spoliées.
La mémoire orale kanak se développe, et s'écrit : 
- Atéè Tiijit : Les cocotiers décimés de Tiwaka et d'Amoa (1971).
- Bwëungä Pierre Pwiaa et Téâ Emmanuel Neünââ : Histoire sur la rébellion en 1917 (Jèmââ goro i "rébèlio" nââ 1917) (1973).
- Cau Pwënyî Mêrêatü : Pourquoi sommes-nous dans cet état ? (1973).
- Gööru Ignace Göröpwêjilèi : Mauvais temps en 1917 (èpë näpô nââ 1917)(1975̠.
- Ujié Siméon Goromido : Histoire de Wärù dans la rivière de Tchamba et de l'origine du cèmuhî (jémââ goro pwi Wärù nââ nä-iriwâ Câba mä goro i mäjoro camukî) (1975).
- Téâ Alphonse Goa : La parole cachée du grand chef de Hienghène (1976).
- Pwädé François Pwiaa : La Guerre en 1917 (1991).

En 1999, les victimes kanak de la Première Guerre mondiale, engagés volontaires, sont reconnus et inscrits sur le Mémorial de la Guerre, à Nouméa.
La Conférence de Bandung (1955), le Tiers-mondisme et les luttes indépendantistes de différentes régions colonisées, en Afrique, Asie et Océanie, influent sur la prise de conscience des populations de Nouvelle-Calédonie : Algérie, Vietnam, Guinée, Papouasie-Nouvelle-Guinée, Fidji, Vanuatu, Timor Oriental, Tavini Huiraatira, Fretilin, etc.

### Depuis 2000
La mémoire orale kanak (relative à 1917 et plus généralement à la Première Guerre mondiale, dite de 14-18) s'affirme :
- Pwënyî Ignace Péaru (1938-2013) : Tovèn, heurs et malheurs de 1917 (2005), Göröwââo, le parcours des ancêtres (2002),
- André Dogo Wärù : La bataille de Nétchaot (2008), (Pwädé Ipégu Wärù, Poindet, de Nétchaot),
- Pwädé Apégu Joseph Goromido : Le sacrifice d'ao Tiahî (2008),
- Iaté Jubéli Pwaaniin : Exil et accueil des chefs (2011),
- Bwëungä Anaïs Nägèè (1936-) : Le panier sacré, publié dans Les sanglots de l'aigle pêcheur (2015),

Le 24 septembre 2009, jour anniversaire de la prise de possession de la Nouvelle-Calédonie par Auguste Febvrier Despointes en 1853, à Cémû (Tiamou), 500 personnes célèbrent la mémoire de deux participants de 1917, Bwëé Noël Pwatiba (assassiné en 1918) et Wâii Mikael Pwatiba (mort vers 1955), du clan Göièta, dont la famille avait dû quitter ses tertres Néa et Pwatiba de la vallée de Poya en 1878.
En 2015, le film La dernière révolte (Alain Nogues) donne une image actualisée de ces événements, commandée par et diffusée sur NC1.